# Dichapetalum rhodesicum
Dichapetalum rhodesicum är en tvåhjärtbladig växtart som beskrevs av Thomas Archibald Sprague och Hutchinson. Dichapetalum rhodesicum ingår i släktet Dichapetalum och familjen Dichapetalaceae. Inga underarter finns listade i Catalogue of Life.